# Hilda de Nassau
Hilda Carlota Guilhermina de Nassau (em alemão:  Hilda Charlotte Wilhelmine von Nassau; Biebrich, 5 de novembro de 1864 — Badenweiler, 8 de fevereiro de 1952), mais tarde grã-duquesa de Baden, foi a única filha do grão-duque Adolfo e de sua segunda esposa, Adelaide Maria de Anhalt-Dessau.

## Biografia
Em 20 de setembro de 1885, no Castelo de Hohenberg, na Baviera, Hilda de Nassau desposou o futuro grão-duque Frederico II, Grão-Duque de Baden. Seu pai tornou-se, em 1890, o grão-duque de Luxemburgo. O casamento, contudo, não gerou filhos. Ela e seu marido foram depostos em 1918, quando todas as monarquias germânicas foram abolidas.
Como Hilda e seu marido não tinham herdeiros diretos, eles deixaram o Castelo de Mainau ao neto da única irmã de Frederico, o conde Leonardo Bernadotte de Wisborg, que também era o bisneto da tia mais jovem de Hilda.
Faleceu aos oitenta e sete anos e foi enterrada na Capela Sepulcral, em Karlsruhe.

## Títulos e estilos
- 5 de novembro de 1864 - 20 de setembro de 1885: Sua Alteza Princesa Hilda Carlota Guilhermina de Nassau
- 20 de setembro de 1885 - 28 de setembro de 1907: Sua Alteza Real a Grã-duquesa Hereditária de Baden
- 28 de setembro de 1907 - 22 de novembro de 1918: Sua Alteza Real A Grã-duquesa de Baden
- 22 de novembro de 1918 - 8 de fevereiro de 1952: Sua Alteza Real a grã-duquesa Hilda de Baden